# Црква Свете Тројице у Доњој Трешњици
Црква Свете Тројице у Доњој Трешњици, насељеном месту у општини Мали Зворник, подигнута је пре 1844. године, обновљена 1852. године, припада Епархији шабачкој Српске православне цркве и представља непокретно културно добро као споменик културе од великог значаја.
Потврду да је у атару села Доња Трешњица и раније постојала богомоља јесу темељи некадашње манастирске цркве на брду Тисовац. Судбина манастира није позната и нема забележених трагова о његовом постојању и судбини.

## Изглед цркве
Црква у Доњој Трешњици подигнута је као грађевина која има основу триконхоса са пространом олтарском апсидом и широким и високим централним простором. Црква је покривена поцинкованим лимом, али нагиб кровних равни указује да је у свом аутентичном изгледу била покривена шиндром по угледу на цркве брвнаре. Изнад припрате је подигнута галерија, док је зид који дели наос од припрате има три лучна отвора, средишњи највећи и два бочна врло узана, од којих северни води у простор у коме су смештене дрвене степенице за галерију. Изнад припрате је равна таваница, док је наос засведен полуобличастим сводом. Олтарски простор је одељен од наоса нижом дрвеном иконостасном преградом са иконама новијег датума. Оригинална преграда није сачувана па се не зна како је изгледала и до које висине је досезала.
Спољашњост храма је без украса са изузетком западне фасаде која има четири плитке нише и три мања прозорска отвора. Фасаде су омалтерисане и окречене у бело. Монотонију осталих зидних површина разбијају четири мање монофоре и јужни портал, сви лучно засведени. Комбинација дрвеног крова и зидова од тврдог материјала сврставају ову цркву у мању групу сачуваних храмова из 19. века који су на прелазу из цркве брвнаре у богомоље сазидане од тврдог материјала.